# Bačić kuk
Bačić kuk (1304 m) – niewysoki, ale wyrazisty szlak w Welebicie Środkowym. Jest to jedna ciężko dostępna ściana, z której rozpościera się widok na lesiste wnętrze Welebitu (Bačić i Došen Duliba, Ravni i Crni Dabar). Bačić kuk jest najwyższym szczytem grupy Dabarski kukovi (oprócz Bačić kuka: Visibaba, Čeline, Butinovača, Grabar, Kuk od Karline Plane, Kiza), szczytów, które są w większości stromymi i niedostępnymi ścianami.

## Dostęp
- ze Szlaku Premužicia z kierunku opuszczonej wsi Skorpovac, przez Budakovo brdo (1317 m)
- z Dabarskiej kosy Szlakiem Premužicia przez źródła Kapljuva, spod szczytu Visibaba (1160 m)
- ze wzdłużnej drogi welebickiej koło Bačić Duliby w kierunku zachodnim